# Communauté de communes de l'Aulne Maritime
La communauté de communes de l'Aulne Maritime est une ancienne communauté de communes française, située dans le département du Finistère, en région Bretagne.
L'intercommunalité était membre du pôle métropolitain Pays de Brest.

## Histoire
Le 1er janvier 2017, l'intercommunalité fusionne avec la communauté de communes de la presqu'île de Crozon pour former la communauté de communes Presqu'île de Crozon-Aulne maritime.

## Composition
Elle regroupait quatre communes :
| Nom                       | Code Insee | Gentilé          | Superficie (km2) | Population (dernière pop. légale) | Densité (hab./km2) |
| ------------------------- | ---------- | ---------------- | ---------------- | --------------------------------- | ------------------ |
| Le Faou (siège)           | 29053      | Faouistes        | 11,85            | 1 729 (2014)                      | 146                |
| Pont-de-Buis-lès-Quimerch | 29302      | Pont-de-Buisiens | 41,39            | 3 850 (2014)                      | 93                 |
| Rosnoën                   | 29240      | Rosnoënais       | 33,64            | 952 (2014)                        | 28                 |
| Saint-Ségal               | 29263      | Saint-Ségalais   | 16,20            | 1 035 (2014)                      | 64                 |

## Administration
| Période    | Période       | Identité           | Étiquette | Qualité                                        |
| ---------- | ------------- | ------------------ | --------- | ---------------------------------------------- |
| 2001       | 2008          | Jean-Yves Goasguen | DVG       | Maire de Saint-Ségal (1995-2008)               |
| 2008       | avril 2014    | Roger Mellouët     | PS        | Maire de Pont-de-Buis-lès-Quimerch (1995-2020) |
| avril 2014 | décembre 2016 | Michel Plucinski   | DVD       | Conseiller municipal du Faou                   |

## Liens
- Site officiel de la communauté de communes de l'Aulne Maritime